# Árazógép
Az árazógép kereskedelmi termékek árainak felcímkézésére használt kézi eszköz, mely egy öntapadós címkét nyomtat meg egy előre beállított több karakterből álló betűket vagy számokat tartalmazó szöveggel.
Az árazógépek lehetnek egy-, két- vagy háromsorosak. Ez attól függ, hogy az árazógép a címkén hány sorban tud egymás alatt nyomtatni. Az árazógép által nyomtatott sorokban különböző számú karakterek vannak. Az egyes karaktereket pedig az árazógép karakterváltó tekerőfogantyújával lehet változtatni-beállítani a kívánt jelre/számra/betűre.
Az árazógépek öntapadós címkéi egy tekercsre vannak felhelyezve, melyet árazószalagnak, árszalagnak vagy árazócímkének neveznek. Az árazószalagok árazógépbe helyezése általában minden árazógépnél máshogy történik.
Magyarországon több árazógépmárka is forgalomban van. Ezek közül a legelterjedtebbek márkák: UNO, Blitz, Open, Meto, Swing, Jolly, Motex.